# Superpuchar Azerbejdżanu w piłce nożnej
Superpuchar Azerbejdżanu w piłce nożnej (azer. Azərbaycan Milli Futbol Superkuboku) – trofeum przyznawane zwycięskiej drużynie meczu rozgrywanego pomiędzy aktualnym Mistrzem Azerbejdżanu oraz zdobywcą Pucharu Azerbejdżanu w danym sezonie (jeżeli ta sama drużyna wywalczyła zarówno mistrzostwo, jak i Puchar kraju - automatycznie zostaje zwycięzcą). 
Rozgrywki odbywały się w latach 1993–1995 oraz 2013.

## Historia
W sezonie 1993 odbył się pierwszy oficjalny mecz o Superpuchar Azerbejdżanu. Pierwszy pojedynek rozegrano 21 lutego 1993 roku. W tym meczu Neftçi PFK pokonał 4:1 İnşaatçı Baku. W 1993 roku sezon zakończył się 1 sierpnia. Qarabağ Ağdam, który zdobył złoty dublet, został również uhonorowany przez organizatorów Superpucharem. Następnie postanowiono przejść na system jesień-wiosna i już 25 września 1993 roku rozpoczął się nowy sezon 1993/94. Jednak mistrz mógł zagrać z finalistą pucharu lub srebrnym medalistą. Mecz o Superpuchar pomiędzy mistrzem sezonu 1993/94 Turanem Tovuz a zdobywcą pucharu Kəpəzem Gəncə nie odbył się, bo w tym czasie Neftçi i kluby, które stały po jego stronie, były zajęte tworzeniem instytucji alternatywnej do AFFA. Wtedy o Superpucharze nawet nie pamiętano. Kəpəz Gəncə, mistrz sezonu 1994/95, został pierwszym mistrzem, który odmówił gry w Superpucharze. Neftçi, zwycięzca Pucharu Azerbejdżanu, został pokonany przez wicemistrza Turana Tovuz. Następnie przez dłuższy czas mecz o Superpuchar Azerbejdżanu nie rozgrywano.
W 2005 roku zaplanowano nawet mecz o Superpuchar między mistrzem Neftçi PFK a zdobywcą pucharu Bakı FK. Choć spotkanie to miało odbyć się w Nachiczewanie, zostało później przełożone.
Dopiero 24 maja 2013 roku zdecydowano o ponownym zorganizowaniu Superpucharu. W tym spotkaniu Xəzər Lenkoran zdobył Superpuchar Azerbejdżanu wygrywając 2:1 z Neftçi.

## Format
Mecz o Superpuchar Azerbejdżanu rozgrywany jest przed rozpoczęciem każdego sezonu. W przypadku remisu po upływie regulaminowego czasu gry przeprowadza się dogrywka. Jeżeli i ona nie wyłoni zwycięzcę, to od razu zarządzana jest seria rzutów karnych. 

## Zwycięzcy i finaliści
| Sezon                                                                | K | K | T | Zwycięzca      | Wynik            | Finalista       | Data, miejsce                                               | Uwagi              |
| Superpuchar Azerbejdżanu (azer. Azərbaycan Milli Futbol Superkuboku) |   |   |   |                |                  |                 |                                                             |                    |
| 1993                                                                 |   |   | 1 | Neftçi PFK     | 4:1              | İnşaatçı Baku   | 21.02.1993, Stadion im. Mehdiego Hüseynzadə, Sumgait, 1.000 |                    |
| 1994                                                                 |   |   | 1 | Qarabağ Ağdam  |                  |                 |                                                             | klub zdobył dublet |
| 1995                                                                 |   |   | 2 | Neftçi PFK     | 1:1 pd. (k. 8:7) | Turan Tovuz (w) | 23.07.1995, Stadion im. Mehdiego Hüseynzadə, Sumgait, 2.000 |                    |
| 1996–2012                                                            |   |   |   |                |                  |                 |                                                             | nie rozgrywano     |
| 2013                                                                 |   |   | 1 | Xəzər Lenkoran | 2:1              | Neftçi PFK      | 23.10.2013, Stadion Miejski, Nachiczewan, 9.800             |                    |

Uwagi:

- wytłuszczono i kursywą oznaczone zespoły, które w tym samym roku wywalczyły mistrzostwo i Puchar kraju (dublet),
- wytłuszczono zespoły, które zdobyły mistrzostwo kraju,
- kursywą oznaczone zespoły, które zdobyły Puchar kraju,
- (w) oznaczone zespoły, które zostały wicemistrzem kraju.

## Statystyka

### Klasyfikacja według klubów
W dotychczasowej historii finałów o Superpuchar Azerbejdżanu na podium oficjalnie stawało w sumie 5 drużyn. Liderem klasyfikacji jest Neftçi, który zdobył trofeum 2 razy.
Stan na 31.05.2022. 
| Lp. | Klub           | Zdobywca | Finalista  | Zwycięskie sezony | Przegrane finały |   |   |            |      |
| --- | -------------- | -------- | ---------- | ----------------- | ---------------- | - | - | ---------- | ---- |
| Lp. | Klub           | 1.       | Neftçi PFK | Zwycięskie sezony | Przegrane finały | 2 | 1 | 1993, 1995 | 2013 |
| 2.  | Qarabağ Ağdam  | 1        | 0          | 1994              |                  |   |   |            |      |
| 2.  | Xəzər Lenkoran | 1        | 0          | 2013              |                  |   |   |            |      |
| 4.  | İnşaatçı Baku  | 0        | 1          |                   | 1993             |   |   |            |      |
| 4.  | Turan Tovuz    | 0        | 1          |                   | 1995             |   |   |            |      |

### Klasyfikacja według miast
Stan na 31.05.2022.
| Miasto   | Liczba tytułów | Kluby              |
| -------- | -------------- | ------------------ |
| Baku     | 2              | Neftçi PFK (2)     |
| Ağdam    | 1              | Qarabağ Ağdam (1)  |
| Lenkoran | 1              | Xəzər Lenkoran (1) |

### Klasyfikacja według kwalifikacji
| Tytuł                         | Zwycięstw | Finałów |
| ----------------------------- | --------- | ------- |
| Mistrz Azerbejdżanu           | 2         | 1       |
| Zdobywca Pucharu Azerbejdżanu | 3         | 1       |
| Wicemistrz Azerbejdżanu       | 0         | 1       |